# ستيوارت ليتل 2
ستيوارت ليتل 2 (بالإنجليزية: Stuart Little 2)، هو الجُزء الثاني من الفيلم العائلي الدرامي الكوميدي الأمريكي ستيوارت ليتل والذي كان يحكي عن قصة فأر عاش مع عائلة حيث عانى من صُعوبة في التأقلم في البداية إلا أن أحبته الأسرة وأصبح واحداً منهم، عُرض لأول مرة في 19 يوليو لعام 2002 من إخراج الأمريكي روب مينكوف، الفيلم مُقتبس من رواية تحمل نفس الاسم لمؤلفها إلوين وايت، يمزج الفيلم الواقع الحقيقي مع رسوم الكمبيوتر؛ إتُبّع الفيلم بعرض تلفزيوني قصير وهو ستيوارت ليتل: سلسلة الرسوم المتحركة في 2003، واتبع كذلك بالجزء الثالث التي تم تحويله إلى رسوم متحركة وهو ستيوارت ليتل 3: نداء البرية في 2005.

## القصة
بعد ثلاثة سنوات من الفيلم الأول، تصبح والدة ستيوارت أكثر حرصاً عليه بعد أن ينجو من الإصابة في مباراة كرة قدم ويستمر قلقها عليه أكثر من ذي قبل، ويتعرف أخوه الأكبر جورج على صديق جديد اسمه ويل، مما يجعل ستيوارت يشعر بالوحدة والاكتئاب.
وفي أثناء عودة ستيوارت من المدرسة ينقذ طائر كنارياً تسمى مارجالو، ومن ثم تنتقل مارجالو للعيش مع أسرة ستيوارت، لتدخل مارجالو البهجة إلى قلب ستيوارت وتصبح محور اهتمامه. ولكن ذات يوم تختفى مارجالو، فيصيب ستيوارت الحزن الشديد ويجوب ستيوارت وسنوبِل شوارع المدينة للبحث عنها، بينما يحاول جورج أن يتستر على ستيوارت في أثناء غيابه، حتى لا تشعر والدته بالقلق.
يكتشف ستيوارت أن مارجالو تعمل مُجبرة لدى صقر شرير والذي أمرها بسرقة عقد والدة ستيوارت من بيت ستيوارت، في النهاية استطاع بعد أحداثٍ دراماتيكية مُثيرة من التخلص من الصقر وتحرير مارجالو من سُلطته.

## طاقم التمثيل
| الشخصية      | الممثل                     |
| ------------ | -------------------------- |
| ستيوارت ليتل | مؤدي الصوت: مايكل جي فوكس  |
| فريدريك ليتل | هيو لوري                   |
| إليانور ليتل | جينا ديفيس                 |
| جورج ليتل    | جوناثان لبنيكي             |
| القط سنوبي   | مؤدي الصوت: ناثان لين      |
| مارجالو      | مؤدية الصوت: ميلاني جريفيث |
| الصقر        | مؤدي الصوت: جيمس وودز      |
| القط مونتي   | مؤدي الصوت: ستيف زان       |

## وصلات خارجية
- ستيوارت ليتل 2 على موقع IMDb (الإنجليزية)
- ستيوارت ليتل 2 على موقع ميتاكريتيك (الإنجليزية)
- ستيوارت ليتل 2 على موقع روتن توميتوز (الإنجليزية)
- ستيوارت ليتل 2 على موقع نتفليكس (الإنجليزية)
- ستيوارت ليتل 2 على موقع ألو سيني (الفرنسية)
- ستيوارت ليتل 2 على موقع Turner Classic Movies (الإنجليزية)
- ستيوارت ليتل 2 على موقع أول موفي (الإنجليزية)
- ستيوارت ليتل 2 على موقع بوكس أوفيس موجو (الإنجليزية)
- ستيوارت ليتل 2 على موقع فيلمافينيتي (الإسبانية)
- ستيوارت ليتل 2 على موقع قاعدة بيانات الأفلام السويدية (السويدية)

1. ↑  "معلومات عن ستيوارت ليتل 2 على موقع rottentomatoes.com". rottentomatoes.com. مؤرشف من الأصل في 2019-04-04.
2. ↑  "معلومات عن ستيوارت ليتل 2 على موقع moviepilot.de". moviepilot.de. مؤرشف من الأصل في 2016-04-15.
3. ↑  "معلومات عن ستيوارت ليتل 2 على موقع allcinema.net". allcinema.net. مؤرشف من الأصل في 2016-08-02.